# 南昌市政公用集团
南昌市政公用集团有限公司（英語：Nanchang Municipal Public Group，简称：南昌市政公用集团、市政公用集团）是江西省人民政府批准、南昌市人民政府授权经营的大型国有企业。旗下拥有“洪城环境”“富春环保”2家主板上市公司。
该公司曾拥有南昌绝大部分市政公用行业的公司，比如提供公交车服务的南昌公交总公司、提供自来水供应的南昌水业集团等。
2022年6月，根据市委、市政府《南昌市属国有企业集团整合重组方案文件》精神，以现南昌市政公用投资控股有限责任公司为基础，划入其他市属国有企业的环保、农业、林业、粮食类等各级企业。同时划走涉及交通方面的企业，比如南昌公交。

## 主要子公司
- 南昌水业集团有限责任公司：（原名：南昌市自来水有限责任公司）持股100%
  - 江西洪城环境股份有限公司：（原名：江西洪城水业股份有限公司）上级公司持股96.68%
    - 南昌市燃气集团有限公司：上级公司持股51%
- 南昌市政工程开发集团有限公司：持股100%
- 南昌市政公用房地产集团有限公司：持股100%
- 南昌市政投资集团有限公司：持股100%
- 南昌市政公用工程项目管理有限公司：持股100%
- 南昌市政农业集团有限公司：（原名：南昌市政公用生态农业有限公司）持股100%
  - 南昌粮食集团有限公司：（原名：江西南旅粮食产业集团有限公司）南昌市政农业集团有限公司持股100.0%，从原9+1企业江西南昌旅游集团有限公司划入
  - 南昌市林业投资发展有限公司：南昌市政农业集团有限公司持股100.0%，从原9+1企业南昌水利投资发展有限公司子公司南昌水投商务服务集团有限公司划入
  - 南昌市农业产业有限公司：南昌市政农业集团有限公司持股100.0%，从原9+1企业南昌水利投资发展有限公司划入
- 浙江富春江环保热电股份有限公司：持股20.49%，从原9+1企业南昌水利投资发展有限公司划入
- 南昌市政公用资产管理集团有限公司：持股100%
- 南昌市政建设集团有限公司：持股50.77%
- 中瑀建设发展集团有限公司：持股49.0%
- 南昌市幸福渠水域治理有限公司：持股90.91%
- 南昌蓝海商业经营管理有限公司：持股100%
- 南昌市政公用集团有限公司客户服务分公司：分公司
- 江西达途数字技术有限公司：持股100%
- 南昌市水利电力建设公司（南昌市水利电力建设集团有限公司）：市政公用集团管辖
- 南昌市地下空间开发利用有限公司：持股100%